# Sirens (série télévisée, 2014)
Pour les articles homonymes, voir Sirens.
Sirens est une série télévisée américaine en 23 épisodes de 22 minutes créée par Denis Leary et Bob Fisher, diffusée entre le 6 mars 2014 et le 14 avril 2015 sur USA Network.
Jusqu'il y a peu inédite dans tous les pays francophones, Plug RTL la diffuse depuis le 21 mars 2019 en Belgique.

## Synopsis
Chicago, de nos jours. Cette série nous plonge dans la vie de trois ambulanciers qui au fil de leurs missions sont confrontés à des expériences humaines... voire loufoques.

## Distribution

### Acteurs principaux

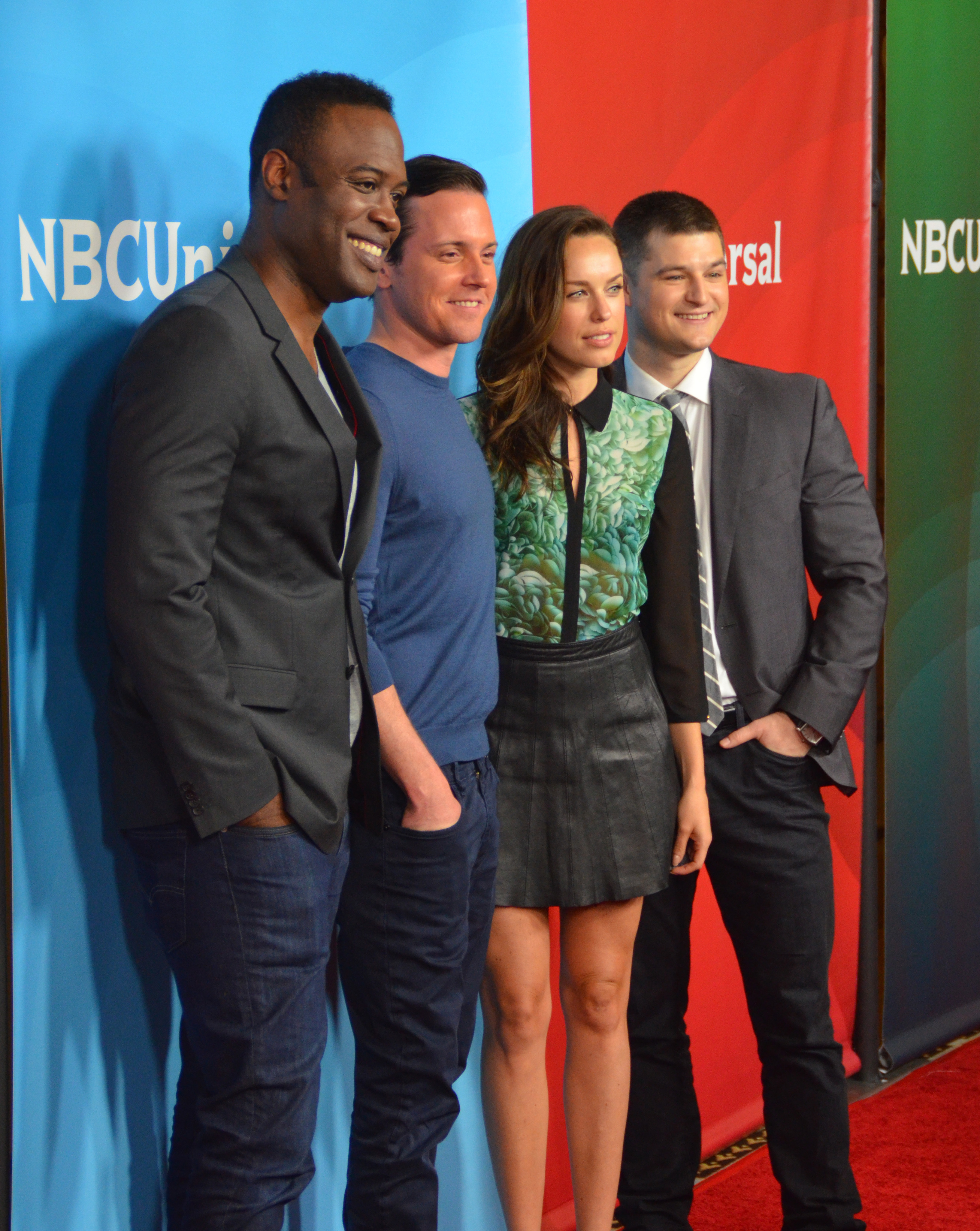
Kevin Daniels, Michael Mosley, Jessica McNamee et au Television Critics Association’s Press Tour d'NBC Universal TV, en janvier 2015

- Michael Mosley (VF : Thomas Roditi) : Johnny Farrell, ambulancier
- Kevin Daniels (VF : Julien Chatelet) : Henry Isaiah "Hank" St. Clare, ambulancier et ami de Johnny
- Kevin Bigley (en) (VF : Franck Sportis) : Brian Czyk, ambulancier, nouvelle recrue
- Jessica McNamee (VF : Olivia Nicosia) : Theresa Kelly, membre de la police et petite-amie occasionnelle de Johnny
- Bill Nunn (VF : Lionel Henry (acteur)) : « Cash », ambulancier, vétéran du Vietnam[2] (récurrent saison 1)
- Josh Segarra (VF : Pascal Nowak) : Billy Cepada[3] (récurrent saison 1)

### Acteurs récurrents et invités
- Kelly O'Sullivan : Valentina « Voodoo » Dunacci, ambulancière
- Maura Kidwell : Claire « Stats » Bender, ambulancier
- Kirsten Fitzgerald (VF : Pascale Jacquemont) : Kathy « Mac » McMenimen, dispatcher
- Loretta Devine (VF : Martine Irzenski) : mère de Hank[4]
- Isaiah Mustafa : Danny[5] (pilote)
- Jonathan Sadowski : Josh Miller[6] (saison 2, épisode 2)
- Steve Schirripa : Jimmy O'Shea[6] (saison 2, épisode 8)
- Brian Doyle-Murray : Monsignor Sullivan[7] (saison 2, épisode 11)
- Wayne Knight : Richard[8] (saison 2)

## Développement
Le 22 avril 2015, la série est officiellement annulée.

## Épisodes

### Première saison (2014)
1. titre français inconnu (Pilot)
2. titre français inconnu (A Bitch Named Karma)
3. titre français inconnu (Rachel McAdams Topless)
4. titre français inconnu (Famous Last Words)
5. titre français inconnu (Alcohol Related Injury)
6. titre français inconnu (The Finger)
7. titre français inconnu (Till Jeff Do Us Part)
8. titre français inconnu (Itsy Bitsy Spider)
9. titre français inconnu (There's No 'I' in Cream)
10. titre français inconnu (Shotgun Wedding)

### Deuxième saison (2015)
Le 11 juin 2014, la série a été renouvelée pour une deuxième saison de treize épisodes diffusée depuis le 27 janvier 2015.
1. titre français inconnu (Superdick)
2. titre français inconnu (Johnny Nightingale)
3. titre français inconnu (Briandipity)
4. titre français inconnu (Transcendual)
5. titre français inconnu (All the Single Ladies)
6. titre français inconnu (Screw the One Percent)
7. titre français inconnu (Let Pythons Be Pythons)
8. titre français inconnu (Hypocritical Oath)
9. titre français inconnu (Charbroiled)
10. titre français inconnu (Balls)
11. titre français inconnu (Six Feet Over/Under)
12. titre français inconnu (No Love)
13. titre français inconnu (Sub-Primal Fears)